# Arroyo de San Pedro (Madrid)
El arroyo de San Pedro o arroyo de la Fuente de San Pedro (también nombrado como el arroyo Matrice del periodo premusulmán o el arroyo del Pozacho) fue un antiguo cauce del primitivo Madrid originado en las fuentes de San Pedro. Sus escorrentías formaron el trazado de la vaguada sobre la que actualmente discurre la calle de Segovia.
El Matrice (arroyo matriz o madre), fue uno de los quince arroyos de la ciudad antigua de Madrid, generador de la subcuenca de Segovia (46,88 hectáreas). Formaba límite con la gran vaguada del Arenal y tenía su manadero en la plaza de Jacinto Benavente, descendiendo por la calle de la Concepción Jerónima hasta Puerta Cerrada en busca del Manzanares por la pendiente de la calle de Segovia, formando uno de los más escarpados y míticos barrancos madrileños, al pie de las Vistillas.
Mencionado su manadero en el Fuero de Madrid de 1202 como «fuentes de sci.petri», y cuenta Mesonero Romanos, describiendo el inicio de la calle de Segovia, las “huertas del Pozacho” y la Casa del Pastor, que 

...en el costado de dicha casa que mira a la plazoleta (de la Cruz Verde) estuvo la fuentecilla que se llamó de los Caños viejos de San Pedro y sobre ella hay un escudo con las armas de Madrid.
Mesonero Romanos: El antiguo Madrid (página 44)

En lo que fue «Majerit» (origen del nombre de Madrid según la teoría de Oliver Asín), durante el periodo musulmán, quedan documentados baños árabes en el primitivo barranco formado por el arroyo de San Pedro, en las cercanías de la iglesia de San Pedro el Viejo, y que al parecer continuaban existiendo en los siglos xiii y xiv.
El barranco formado por las fuentes de San Pedro fue en la Edad Media una de las vías de entrada más importantes a la encastillada medina musulmana, ya que comunicaba el casco urbano con el antiguo camino de Segovia, que buscaba el norte una vez cruzado el río Manzanares.